# Чумак Клавдія Василівна
Кла́вдія Васи́лівна Чума́к (1919 — 20 лютого 2007) — мистецтвознавець. Автор статей і розвідок про Шевченка і його сучасників.
Брала участь у впорядкуванні книги «Мистецька спадщина Тараса Шевченка» (т. 1 — 4, 1961 — 64) та шеститомного «Повного зібрання творів» поета (т. 1 — 2, 1963).
Співавтор видань «Тарас Шевченко. Життя і творчість у портретах, ілюстраціях, документах» (1960), «Шевченко в образотворчому мистецтві» (1963), «Життя і творчість Т. Г. Шевченка …» (1964).